# Kasper Bjorke
Kasper Bjørke (1975) es un músico, DJ, productor musical y remixer danés reconocido a escala internacional que ha gozado también de una gran popularidad en el dúo de música house Filur junto a Tomas Barfod (WhoMadeWho). Filur tuvo grandes éxitos con temas como It's Alright, I Want You y You And I. 
En 2007 Bjørke lanzó su primer álbum como solista, In Gumbo, con elementos del rave-rock, disco, house, tecno, música psicodélica y electrónica, por supuesto. 
El siguiente álbum, Standing On Top Of Utopia, salió a la calle el 1 de febrero de 2010 y su primer sencillo, Young Again, es una canción pop donde aparece la voz del cantante de la banda I Got You on Tape, Jacob Bellens, autor del texto. Además, Kasper Bjørke ha obtenido apoyo extranjero para producir su música, como por ejemplo la del compositor italiano Davide Rossi.
En los últimos años, Bjørke se ha mostrado muy sensible ante las consecuencias del cambio climático, y por ello ha decidido limitar sus desplazamientos en avión lo mínimo posible para llevar a cabo sus actuaciones como dj en directo, reduciendo así su huella de carbono. A causa de ello, ha reducido considerablemente el número de actuaciones anual y trata de desplazarse siempre en barco o en tren.